# Zarządzanie systemem oświaty w Finlandii
Późne lata XX w. i początek XXI stulecia to okres głębokich zmian w szkolnictwie Finlandii, opartych na potrzebach zmieniających się rynków.

## Główne organy odpowiedzialne za zarządzanie oświatą
Parlament jest najwyższą instytucją fińską decydującą o prawe edukacyjnym oraz o ogólnych cechach polityki oświatowej. Ministerstwo Edukacji, z ramienia rządu, odpowiedzialne jest za planowanie, wdrażanie i zarządzanie polityką oświatową kraju.
Do głównych zadań ministerstwa należy:
1. Tworzenie projektów ustaw określających funkcjonowanie systemu oświaty
2. Przygotowywanie wstępnych budżetów dla instytucji kultury i edukacji
3. Opracowywanie projektów decyzji rządowych związanych z oświatą[1]

## Narodowa Rada Edukacji
Przy Ministerstwie Edukacji działa odrębna Narodowa Rada Edukacji. Do głównych obszarów działań fińskiej Rady Edukacji należy:
1. Zarządzanie szkolnictwem w szkołach powszechnych, II stopnia, szkolnictwem średnim oraz edukacją zawodową
2. Tworzenie narodowych standardów programowych
3. Planowanie i zarządzanie kryteriami oceniania uczniów (Politechniki oraz Uniwersytety otrzymują wsparcie od Krajowej Rady, jednakże same oceniają swoją działalność)[2]

## Władze lokalne
Kolejną grupą, która ma ustawowy obowiązek organizacji edukacji, są władze lokalne. Lokalne władze samorządowe odpowiedzialne są za organizację kształcenia na poziomie przedszkolnym, za edukację podstawową oraz na poziomie średnim. Dodatkowo na ich barkach spoczywa zapewnienie odpowiednich warunków funkcjonowania instytucji oświatowych. Oznacza to, że zagwarantowana im samorządność przez rząd fiński pozwala gminom na podejmowanie samodzielnych decyzji praktycznych, dotyczących zatrudnienia nauczycieli czy też zakupu sprzętu edukacyjnego do placówek.

## Dodatkowe instytucje eksperckie
Ministerstwu Edukacji podlegają dodatkowo kilka niezależnych instytucji eksperckich. Są to:
1. Rada Egzaminów Matrykulacyjnych

- główne zadanie to zarządzanie egzaminami pod koniec nauki w szkole średniej II stopnia
- zarządzanie i ocena testów

1. Narodowe Komitety Edukacji i Szkolenia zawodowego
2. Narodowa Grupa Koordynacji Edukacji i Kształcenia Zawodowego
3. Rada Edukacji Dorosłych[3]

## Instrumenty do zarządzania oświatą
Ministerstwo Edukacji w celu zarządzania oświatą posługuje się wymienionymi poniżej instrumentami:
1. Ustawy, dekrety
2. Narodowe standardy programowe, wymogi kwalifikacyjne
3. Regulacje i akty prawne dotyczące szkolnictwa ogólnokształcącego
4. Akty legislacyjne dotyczące praktycznego funkcjonowania placówek (obejmujące cele kształcenia, standardy nauczania, rozkład przedmiotów), w szczególności akty prawne dotyczące szkolnictwa ogólnokształcącego obejmują:
  - ustawę o edukacji podstawowej,
  - ustawę o edukacji średniej ogólnokształcącej,
  - ustawę o edukacji podstawowej w zakresie sztuki.

## Zarządzanie szkoleniem zawodowym
Ministerstwo Edukacji wydaje również autoryzacje w zakresie prowadzenia kształcenia i szkolenia zawodowego. Narodowa Rada Edukacji ustala struktury kwalifikacji zawodowych, programy i standardy kształcenia. Edukacja zawodowa zawarta jest w ustawie o edukacji i szkoleniu zawodowym.
System oświaty w Finlandii jest zdecentralizowany. Oznacza to, że większość decyzji leży po stronie władz samorządowych, gmin, czy też bezpośrednio po stronie placówek edukacyjnych. Nadzorowany jest natomiast przez centralne organy władzy.
Aktualnie coraz częściej odpowiedzialność za kształcenie zawodowe przekazywane jest na rzecz gmin i federacji gmin.

## Ewaluacja
W celu poprawy efektywności instytucji edukacyjnych oraz by wspierać podejmowanie decyzji dotyczących kształtowania polityki oświatowej wszystkie instytucje oświatowe mają obowiązek monitoringu (ewaluacji) własnych działań jak również, mają obowiązek uczestniczenia w zewnętrznych procesach ich oceny. Ewaluacje przeprowadza się na trzech poziomach: lokalnym, regionalnym oraz narodowym. Wprowadzony monitoring pozwala dynamicznie rozwijać fiński system edukacji na każdym poziomie.

## Finansowanie
Finansowanie edukacji podzielone jest pomiędzy państwo oraz władze lokalne. Edukacja ogólna i zawodowa, działanie politechniki, uniwersytety, edukacja ustawiczna zawodowa oraz doskonalenie zawodowe, wolną edukację dorosłych oraz zajęcia dodatkowe i popołudniowe dla dzieci finansuje Ministerstwo Edukacji i Kultury. Edukacja przedszkolna, podstawowa oraz średnia finansują władze lokalne. Tak samo ponad połowę instytucji edukacji oraz edukacji zawodowej finansuję władze lokalne oraz gminne konsorcja edukacyjne.
Poziom finansowania zależy od wskaźników ilościowych (m.in. liczby uczniów) oraz dodatkowych kosztach determinowanych przez coroczny rozwój.